# Дин, Энтони (старший)
Сэр Энтони Дин (англ. Anthony Dean or Deane; 1638—1721) — английский кораблестроитель последней четверти XVII века и член английского парламента.

## Биография
В 1673 году он, как олдермен Гарвича, финансировал строительство новой тюрьмы и городской ратуши. Дин кроме того, был олдерменом Лондонского Сити. Он и его патрон Сэмюэл Пипс были членами парламента от Гарвича в третьем парламенте Карла II, который действовал с 6 марта 1678 года и являлся частью Королевского Парламента.
Главной литературной работой мастера, заложившей многие основы судостроения как науки, была «Доктрина морской архитектуры» (1670).
В 1666 году корабельный мастер Энтони Дин впервые рассчитал будущую осадку линейного корабля «Руперт» и приказал прорезать корабельные порты ещё на стапеле. Через 20 лет под его руководством в английском флоте эта практика стала уже постоянной.
Дин был наставником Петра Великого во время пребывания и учёбы последнего в Дептфорде.
Был два раза женат, от первого брака имел четырёх сыновей, от второго — сына и дочь.

## Корабли, построенные Энтони Дином
- HMS Rupert (26. 1. 1666), 66 пушек
- HMS Resolution (6. 12. 1667), 70 пушек
- HMS James Royal (1671), 100 пушек
- HMS Greyhound (1672), 16 пушек
- HMS Charles Royal (1673), 100 пушек
- HMS Sodalis or Suadades (1673), 16 пушек
- HMS Harwich (1674), 70 пушек
- HMS James Royal (1675), 100 пушек
- HMS Sapphire (1675), 32 пушки
- HMS Lark (1675), 18 пушек
- HMS James' Galley (1676), 30 пушек
- и др.